# Alejandro Lerroux

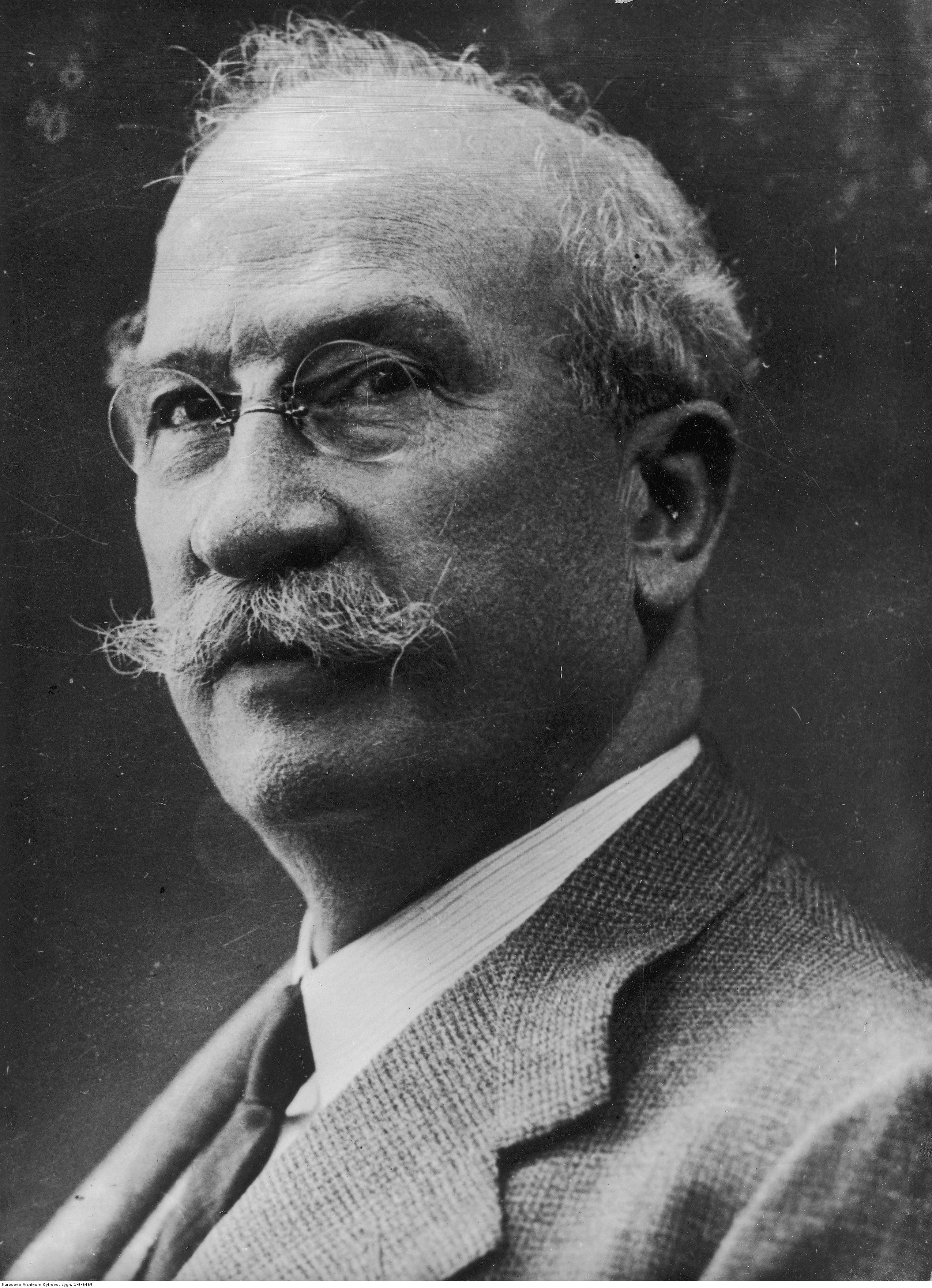
Alejandro Lerroux, c. 1933

Alejandro Lerroux García (* 4. März 1864 in La Rambla; † 27. Juni 1949 in Madrid) war ein zentristischer spanischer Politiker, der den Partido Radical leitete. Er war dreimal Ministerpräsident. Lerroux wurde zu einer der führenden Persönlichkeiten des spanischen Republikanismus des 20. Jahrhunderts.

## Leben
Alejandro Lerroux wurde am 4. März 1864 in La Rambla (Córdoba) geboren. Als Sohn eines Militärs führte der Beruf seines Vaters dazu, dass die Familie häufig ihren Wohnsitz wechselte. Lerroux strebte ursprünglich eine militärische Laufbahn an und folgte damit dem Beispiel seines Vaters. Er bestand die Aufnahmeprüfung für die Militärakademie Toledo, verließ die Armee jedoch aufgrund verschiedener Schwierigkeiten. 
Als junger Mann agitierte er als Nachfolger von Manuel Ruiz Zorrilla in den Reihen der radikalen Republikaner. Ab 1890 widmete er sich dem Journalismus und begann für die republikanische Zeitung El País, das Organ von Ruiz Zorrilla, zu arbeiten. Als Journalist praktizierte er einen demagogischen und aggressiven Stil in den von ihm geleiteten, diversen Publikationen (El País, El Progreso, El Intransigente und El Radical).

### Politische Karriere
Zu Beginn seiner politischen Karriere waren seine Ansichten populistisch und antiklerikal. Seine in diesem Sinne gehaltenen Reden wie auch seine Interventionen in verschiedenen Kampagnen gegen die Restaurationsregierungen machten ihn ziemlich populär unter den Arbeitern Barcelonas, die später die Basis seiner treuen Wählerschaft bildeten. 1901 wurde er erstmals als Abgeordneter gewählt, erneut bei den Kandidaturen der Unión Republicana (Republikanischen Union) 1903 und 1905, die er zusammen mit Nicolás Salmerón gegründet hatte. 
Nach dessen Übertritt in die Koalition Katalanische Solidarität 1906 gründete Lerroux 1908 seine eigene Radikal Republikanische Partei (Partido Republicano Radical) und führte den Kampf gegen den wachsenden katalanischen Nationalismus. Bei Ausbruch des Ersten Weltkrieges optierte die Mehrheit der spanischen Politiker aller Parteien für die spanische Neutralität. Persönlichkeiten wie Lerroux und der Liberale Conde de Romanones befürworteten den Beitritt Spaniens zur Sache der Alliierten. Bei verschiedenen Gelegenheiten musste er ins Exil gehen: Erstmals um seiner Verurteilung nach einem 1907 veröffentlichten Artikel zu entgehen, 1909 floh er vor der Repression während der tragischen Woche aus Barcelona, bei der jóvenes bárbaros (dt. junge Barbaren), Jugendliche seiner Partei, sich vandalierend betätigt hatten.
Nach seiner Rückkehr nach Spanien akzeptierte er die republikanisch-sozialistische Verbindung, mit der er 1910 erneut zum Abgeordneten gewählt wurde. Als eine Reihe von Skandalen bis hin zu Korruptionsvorwürfen platzte, in die Lerroux verwickelt war, entfernte ihn dies von seiner Barceloneser Wählerschaft, bis er 1914 seinen Wahlkreis wechselte und für Posadas kandidierte. Unter der Diktatur von Miguel Primo de Rivera 1923 bis 1930 war seine Partei 1929 durch die Absplitterung ihres linken Flügels geschwächt, der sich zu den Radikalsozialisten um Marcelino Domingo formierte. Dennoch nahm er weiter aktiv an der Politik teil, engagierte sich im Revolutionskomitee, das den Sturz von König Alfons XIII. und die Proklamation der Zweiten Republik 1931 vorbereitete.

### Zweite Republik
Während der Zweiten Republik erlangte er eine führende politische Rolle. Er war Teil der republikanischen Koalition, die die Reformen von Premierminister Manuel Azaña 1931–1933 etwa im Agrarsektor sowie beim Heer unterstützte. Lerroux trat 1931 als Minister in Azañas Kabinett ein. Am 19. November 1933 wurde Lerroux Premierminister, hauptsächlich weil der Präsident nicht den Leiter der katholisch-konservativen CEDA, José Maria Gil-Robles, zum Premierminister ernennen wollte. Lerroux verband sich im Oktober 1934 aus Sorge vor der Revolution mit der rechten Opposition und wurde so von 1933 bis 1936 Teil der konservativen Mehrheit, die die Macht übernahm. Von 1933 bis 1935 wurde er drei Mal Premierminister und übernahm 1934 das Kriegsministerium, 1935 das Außenministerium.
Die Linke betrachtete den Eintritt der CEDA in die Regierung als Machtergreifung des Faschismus und reagierte mit Generalstreiks, Landbesetzungen und der Unabhängigkeitserklärung Kataloniens. Nachdem sich Lerroux selbst an der Unterdrückung des Arbeiteraufstands in Asturien und der Unabhängigkeitsbestrebungen in Katalonien 1934 beteiligt hatte, war er in der öffentlichen Meinung durch den Estraperlo-Skandal gänzlich diskreditiert, seine Allianz mit der politischen Rechten zerbrach und selbst seine Position innerhalb der eigenen Partei war geschwächt. Der Sozialist Indalecio Prieto, nie um eine bissige Formulierung verlegen, kommentierte dies mit: „Lerroux und seine Freunde tragen die Ministerien mitsamt dem Bodenbelag davon.“ Der Estraperlo-Skandal markierte das Ende der politischen Karriere von Alejandro Lerroux.
Bei den Wahlen 1936 wurde er nicht mehr als Abgeordneter wiedergewählt, so dass er es bei Ausbruch des Spanischen Bürgerkriegs vorzog, sich aus der Gefahrenzone nach Portugal zu bringen. 1947 kehrte er nach Spanien zurück. Lerroux starb am 27. Juni 1949 in Madrid.